# Maximilien-Henri van Ypersele de Strihou
Maximilien-Henri van Ypersele de Strihou  (* 1870; † 1941) war ein belgischer Diplomat.

## Leben
Maximilien-Henri van Ypersele de Strihou war der Sohn von Joséphine Vandersnickt (1846–1943) und Raymond van Ypersele de Strihou  (1843–1931), der sich als Geschäftsführer der Kakaobaumplantage Ursélia Secunda, einer Aktiengesellschaft in Mayombe, an den Kongogräueln beteiligte.
Max van Ypersele de Strihou war 1894 in Berlin und 1897 in Paris akkreditiert. Er war 1901 als Botschaftssekretär erster Klasse in Lissabon, 1903 in Rom, 1906 in Tanger, 1906 Botschaftssekretär in Sankt Petersburg, 1908 in Berlin und 1910 Paris. Ab 1912 war er belgischer Gesandter in Bukarest, Rumänien, 1919 in Warschau im neu entstandenen Polen, 1921 in Budapest in Ungarn.
Von 1926 bis 1935 war er Gesandter beim Heiligen Stuhl. Mitte Januar 1931 wies er den späteren Papst Pius XII. auf die ablehnende Haltung der Deutschen Bischöfe gegenüber der NSDAP hin.